# Frascati spumante
Il Frascati spumante è un vino DOC la cui produzione è consentita nella provincia di Roma

## Vitigni con cui è consentito produrlo
- Malvasia bianca di Candia e/o Malvasia del Lazio (Malvasia puntinata) minimo 70%;
- Bellone, Bombino bianco, Greco bianco, Trebbiano toscano, Trebbiano giallo da soli o congiuntamente fino ad un massimo del 30%.
- Altre varietà di vitigni a bacca bianca idonei alla coltivazione nella Regione Lazio fino ad un massimo del 15% di questo 30%.[1]

## Zona di produzione
Vedi: Frascati DOC

## Tecniche di produzione
Densità minima 3 000 ceppi/ha)
È vietata ogni pratica di forzatura, ma consentita l'irrigazione di soccorso
Non sono ammessi impianti a tendone.
Le operazioni di vinificazione debbono essere effettuate nella zona prevista per la DOC, ma la spumantizzazione può essere effettuata nell'intero territorio della provincia di Roma.

## Caratteristiche organolettiche
- spuma: fine e persistente;
- colore: paglierino chiaro;
- odore: fine, caratteristico;
- sapore: armonico, da brut a extradry;
- acidità totale minima: 5,5 g/l.[1]

## Informazioni sulla zona geografica
Vedi: Frascati DOC

## Storia
Vedi: Frascati DOC
Precedentemente all'attuale disciplinare questa DOC era stata:
Approvata con DPR 03.03.1966 G.U. 119 - 16.05.1966
Modificata con DPR 01.08.1983 G.U. 320 - 22.11.1983
Modificata con DPR 18.11.1987 G.U. 75 - 30.03.1988
Modificata con DPR 05.12.1990 G.U. 59 - 11.03.1991
Modificata con DM 28.10.1996 G.U. 266 - 13.11.1996
Modificata con DM 26.11.1996 G.U. 293 - 14.12.1996
Modificata con DM 12.03.1997 G.U. 66 - 20.03.1997
Modificata con DM 13.11.1997 G.U. 277 - 27.11.1997
Modificata con comunicato G.U. 291 - 15.12.1997
Modificata con DM 01.04.1999 G.U. 81 - 08.04.1999
Modificata con DM 15.06.2000 G.U. 148 - 27.06.2000
Modificata con DM 28.07.2000 G.U. 184 - 08.08.2000
Modificata con DM 25.09.2000 G.U. 231 - 03.10.2000
Modificata con DM 10.10.2000 G.U. 249 - 24.10.2000
Modificata con DM 30.05.2001 G.U. 136 - 14.06.2001
Modificata con DM 21.02.2002 G.U. 65 - 18.03.2002
Modificata con DM 26.04.2005 G.U. 114 - 18.05.2005
Modificata con DM 04.08.2009 G.U. 191 19.08.2009
Modificata con DM 20.09.2011 G.U. 241 - 15.10.2011
Il precedente disciplinare prevedeva:
- Produzione uva per ettaro: t 15,0
- Resa massima dell'uva in vino: 70 %
- titolo_uva: 10,0%
- titolo_vino=11,5%
- estratto_secco=16,0‰
- Vitigni con cui è prodotto:
  - Malvasia Bianca di Candia: 70.0% - 100.0%
  - Trebbiano Toscano: 70.0% - 100.0%
  - Greco: 0.0% - 30.0%
  - Malvasia del Lazio: 0.0% - 30.0%
- Caratteristiche organolettiche:
  - colore: paglierino più o meno intenso
  - spuma: vivace, perlage fine e persistente.
  - odore: vinoso, etereo, delicato con un leggero profumo caratteristico.
  - sapore: sapido, vivace, armonico.

## Produzione
Provincia, stagione, volume in ettolitri
- Roma (1991/92) 205,9